# شربان پاولو
شربان پاولو (رومانیایی: Șerban Pavlu؛ ‏ تلفظ رومانیایی: [ʃerˈban ˈpavlu]؛ زادهٔ ۲۹ ژوئن ۱۹۷۵) بازیگر اهل رومانی است.
از فیلم‌ها یا برنامه‌های تلویزیونی که وی در آن نقش داشته‌است، می‌توان به ایستگاه بعدی بهشت، عروسی بی سروصدا، مرگ آقای لازارسکو، آفریم!، و اهمیتی نمی‌دهم که در تاریخ مانند بربرها ثبت شویم اشاره کرد.